# Churchill Cup Femenina 2003
La Churchill Cup Femenina del 2003 fue la primera edición del torneo femenino de rugby.

## Equipos participantes
- Selección femenina de rugby de Canadá (Canucks)
- Selección femenina de rugby de Estados Unidos (Eagles)
- Selección femenina de rugby de Inglaterra (Red Roses)

## Posiciones
| Pos. | Equipo         | Encuentros | Encuentros | Encuentros | Encuentros | Tantos  | Tantos    | Tantos     | Puntos Totales |
| Pos. | Equipo         | jugados    | ganados    | empatados  | perdidos   | a favor | en contra | diferencia | Puntos Totales |
| ---- | -------------- | ---------- | ---------- | ---------- | ---------- | ------- | --------- | ---------- | -------------- |
| 1    | Inglaterra     | 2          | 2          | 0          | 0          | 25      | 13        | + 12       | 4              |
| 2    | Canadá         | 2          | 1          | 0          | 1          | 23      | 23        | 0          | 2              |
| 3    | Estados Unidos | 2          | 0          | 0          | 2          | 22      | 33        | - 11       | 0              |

## Resultados
| 14 de junio | Canadá | 5 - 10 | Inglaterra |  |  |

| 18 de junio | Inglaterra | 15 - 8 | Estados Unidos |  |  |

| 20 de junio | Canadá | 18 - 13 | Estados Unidos |  |  |

### Final
| 28 de junio | Canadá | 18 - 21 | Inglaterra |  |  |

| Bandera de Inglaterra |
| Campeón Inglaterra    |